# Higher (альбом Криса Стэплтона)
| Совокупная оценка   | Совокупная оценка |
| Источник            | Оценка            |
| ------------------- | ----------------- |
| Metacritic          | 75/100            |
| Оценки критиков     |                   |
| Источник            | Оценка            |
| AllMusic            | [ 2 ]             |
| American Songwriter | [ 3 ]             |
| Exclaim!            | 7/10              |
| Paste               | 7.7/10            |
| Slant Magazine      | [ 6 ]             |

Higher — пятый студийный альбом американского кантри-певца и автора-исполнителя Криса Стэплтона, изданный 10 ноября 2023 года на студии Mercury Nashville. Продюсерами альбома выступили Дэйв Кобб, Стэплтон и его жена Моргана. Ему предшествовал лид-сингл «White Horse».
Альбом был номинирован на 67-й церемонии «Грэмми» в категории «Лучший кантри-альбом».

## История
Альбом был записан на студии RCA Studio A в Нашвилле, штат Теннесси, с участием продюсера Дэйва Кобба на акустической и электрогитаре, жены Стэплтона Морганы на бэк-вокале, синтезаторе и тамбурине, а также участников его гастрольной группы J. T. Cure и Дерек Миксон, а также Пол Франклин и Ли Пардини. В пресс-релизе было сказано, что альбом «охватывает жанры и не поддается классификации», а Uproxx назвал альбом и лид-сингл «White Horse» «эмоционально сырым и жестоко честным».

## Отзывы
Альбом получил в целом положительные отзывы музыкальных критиков и интернет-изданий. Higher получил 75 баллов из 100 на агрегаторе рецензий Metacritic на основе пяти отзывов критиков, что свидетельствует о «в целом благоприятном» приеме. Дилан Барнабе из Exclaim! написал, что хотя альбом «не может похвастаться таким же гимническим громом, как синглы вроде „Might as Well Get Stoned“ (хотя „White Horse“ близок к этому), [. …] он иллюстрирует диапазон Стэплтона и его готовность выходить за рамки», отметив, что «он стал немного старше и немного мудрее, но Стэплтон все тот же рассказчик, и ему по-прежнему есть что сказать». Алисса Голдберг из Paste отметила, что «в музыкальном плане Higher сохраняет ту же энергию высокого уровня, что и предыдущие работы Стэплтона […] Однако в лирическом плане Higher более сдержан», чем его предыдущие работы, и заключила, что «несмотря на лирические недостатки альбома, Крис Стэплтон по-прежнему царит в жанре кантри и выпустил ещё один достойный восхищения альбом».
Стивен Томас Эрлевайн из AllMusic считает, что «сердце Higher находится в суровых, интимных балладах и, особенно, в кипящих соул-номерах, которые полагаются на гибкий грув так же сильно, как и на хрипловатый голос Стэплтона». Лори Либиг из American Songwriter написала, что «хотя его звук разнообразен как никогда, коллекция песен кажется целостной. Он никогда не был артистом, ограниченным жанровыми рамками, но Higher позволяет Стэплтону творчески раскрепоститься». Джон Амен из «No Depression» написал: «Стэплтон одновременно и авантюрист, и сторонник проверенного и верного. В альбоме Higher он ориентируется на множество интригующих звуков. Однако, как и в предыдущих работах, именно его голос — в равных долях бурбон, бальзам алоэ, дым Marlboro и мед Tupelo — выделяется на фоне остальных и несет на себе всю тяжесть звучания. Его можно назвать неотразимым, фирменным, даже если он вызывает в памяти призраки великих родоначальников кантри-музыки».
Томас Беденбаух из Slant Magazine' считает «White Horse» «лучшей из темповых композиций альбома, и во многом благодаря её относительной лирической тонкости», поскольку «большинство других песен Higher лирически туманны и повторяются в своей зацикленности на испытаниях разбитых, одиноких мужчин и женщин в их жизни».

## Коммерческий успех
25 ноября альбом дебютировал на 3-м месте в Billboard 200 с тиражом 90 500 эквивалентных единиц. Из этой суммы продажи альбома составили 57 000 (благодаря выпуску шести вариантов на виниле), продажи SEA — 32 000 (что соответствует 41,54 млн официальных потоков песен альбома по требованию) и продажи TEA — 1 500 единиц. Это пятый подряд альбом Стэплтона, вошедший в тройку лидеров чарта после Traveller (№ 1 в 2015 году), From A Room: Volume 1 (2, 2017), From A Room: Volume 2 (2, 2017), Starting Over (3, 2020).

## Список композиций
| №                   | Название                     | Автор(ы)                                                | Длительность |
| ------------------- | ---------------------------- | ------------------------------------------------------- | ------------ |
| 1.                  | «What Am I Gonna Do»         | Крис Стэплтон Миранда Ламберт                           | 3:01         |
| 2.                  | «South Dakota»               | C. Stapleton Dave Cobb Derek Mixon J.T. Cure            | 4:41         |
| 3.                  | «Trust»                      | C. Stapleton Steve McEwan                               | 3:23         |
| 4.                  | «It Takes a Woman»           | C. Stapleton Ronnie Bowman Jerry Salley                 | 4:06         |
| 5.                  | «The Fire»                   | C. Stapleton Cobb Morgane Stapleton Mixon Cure          | 3:45         |
| 6.                  | «Think I'm in Love with You» | C. Stapleton                                            | 3:42         |
| 7.                  | «Loving You on My Mind»      | C. Stapleton Kendell Marvel Tim James                   | 3:29         |
| 8.                  | «White Horse»                | C. Stapleton Дэн Уилсон                                 | 4:27         |
| 9.                  | «Higher»                     | C. Stapleton                                            | 4:02         |
| 10.                 | «The Bottom»                 | C. Stapleton Lee Miller                                 | 4:06         |
| 11.                 | «The Day I Die»              | C. Stapleton Carolyn Dawn Johnson                       | 4:05         |
| 12.                 | «Crosswind»                  | C. Stapleton Cobb Mixon Cure                            | 3:23         |
| 13.                 | «Weight of Your World»       | C. Stapleton Tim Larsson Tobias Lundgren Johan Fransson | 3:54         |
| 14.                 | «Mountains of My Mind»       | C. Stapleton                                            | 4:25         |
| Общая длительность: | Общая длительность:          | Общая длительность:                                     | 54:29        |

## Чарты

### Еженедельные чарты
| Чарт (2023)                              | Высшая позиция |
| ---------------------------------------- | -------------- |
| Австралия (ARIA)                         | 13             |
| Австралия (Country Albums, ARIA)         | 2              |
| Бельгия/Фландрия (Ultratop)              | 61             |
| Нидерланды (Album Top 100)               | 7              |
| Германия (Offizielle Top 100)            | 25             |
| Ирландия (IRMA)                          | 55             |
| Новая Зеландия (RMNZ)                    | 4              |
| Норвегия (VG-lista)                      | 32             |
| Шотландия (Scottish Albums Chart)        | 12             |
| Швейцария (Schweizer Hitparade)          | 15             |
| Великобритания (UK Albums Chart)         | 22             |
| Великобритания (UK Country Albums Chart) | 1              |
| США (Billboard 200)                      | 3              |
| США (Billboard Top Country Albums)       | 1              |

## Сертификации
| Регион                                                                      | Сертификация | Продажи |
| --------------------------------------------------------------------------- | ------------ | ------- |
| Канада (Music Canada)                                                       | Золотой      | 40 000  |
| Данные о продажах + прослушиваниях приведены только на основе сертификации. |              |         |